# 意圖 (法律)
（或稱目的）是大陸法系刑法中一種特殊的主觀構成要件，存在於某些特定的犯罪，稱為意圖犯或目的犯。在構成要件層次當中，意圖屬於充分條件而非必要條件。英美法系中的「犯罪意識」（mens rea）雖然也會被譯作「犯罪意圖」，但與本條目所指稱者為相異概念。

## 概說
在刑法学中，「故意」（dolus）是指犯罪行為人對構成要件事實具備「知」與「欲」，亦即行為人認知到全部的客觀構成要件並有意實現之，是構成犯罪的必要條件（除非是過失犯）；至於「意圖」（Absicht）則是在某些特定犯罪中，立法者針對之行為人之動機目的額外增設的特殊要件，旨在限縮犯罪成立。兩者雖然皆為主觀構成要件要素，但前者側重於行為事實的認知層面，後者則體現於行為所欲實現的目的性層面。而意圖犯的成立，除了必需具備原本的故意之外，尚須同時滿足特定的犯罪意圖，構成要件始告該當。

## 各國規定

### 中華民國（台湾）
《中華民國刑法》中的意圖犯包括下列幾種：
- 大多數的財產犯罪（包括竊盜、侵占、詐欺、搶奪、強盜等罪）
- 偽造貨幣、度量衡或有價證券
- 妨害司法公正（偽證和誣告）
- 內亂外患
- 其他妨害公務或妨害秩序的犯罪

### 中华人民共和国（中国大陆）
《中华人民共和国刑法》所規定之目的犯，由「以⋯⋯為目的」的形式表述。例如，第192条關於「集资诈骗罪」規定「以非法占有为目的，使用诈骗方法非法集资，数额较大的，处三年以上七年以下有期徒刑，并处罚金；数额巨大或者有其他严重情节的，处七年以上有期徒刑或者无期徒刑，并处罚金或者没收财产」。若不以非法佔有為目的，則不構成「集资诈骗罪」，但可能另構成「非法吸收公众存款罪」。
多種詐騙相關犯罪都須以非法佔有為目的方能成立，排除了透過提供虛假材料而達成合同、但依然積極履行的情形。多種非法經營相關犯罪都須以營利或牟利為目的方成立，排除了自用或分享的情形。以目的為要件的罪名有：违规制造、销售枪枝罪；走私淫秽物品罪；高利转贷罪；集资诈骗罪；贷款诈骗罪；信用卡诈骗罪；侵犯著作权罪；销售侵权复制品罪；合同诈骗罪；非法转让、倒卖土地使用权罪；绑架罪；拐卖妇女、儿童罪；盗窃罪；破坏生产经营罪；赌博罪；倒卖文物罪；非法猎捕、收购、运输、出售陆生野生动物罪；非法提供麻醉药品、精神药品罪；为他人提供书号出版淫秽书刊罪。